# Noah Baumbach
Noah Baumbach (født 3. september 1969 i Brooklyn, New York i USA) er en amerikansk filminstruktør og manuskriptforfatter. Han er muligvis bedst kendt for sin film The Squid and the Whale (2005), der skildrer hans eget liv som barn i Brooklyn og hans forældres skilsmisse, samt sine film med Wes Anderson, The Life Aquatic with Steve Zissou (2004) og Fantastic Mr. Fox (2009).
Baumbach og hans kæreste gennem fire år Jennifer Jason Leigh blev gift den 3. september 2005 på Baumbachs 36 års fødselsdag. 

## Filmografi

### Som instruktør
- Kicking and Screaming (1995)
- Highball (1997)
- Mr. Jealousy (1997)
- The Squid and the Whale (2005)
- Margot at the Wedding (2007)
- Greenberg (2010)

### Som manusforfatter
- Kicking and Screaming (1995)
- Highball (1997)
- Mr. Jealousy (1997)
- The Life Aquatic with Steve Zissou (2004)
- The Squid and the Whale (2005)
- Margot at the Wedding (2007)
- Fantastic mr. Fox (2009)
- Greenberg (2010)